# Garmen (huyện)
Garmen là một huyện thuộc tỉnh Blagoevgrad, Bungaria. Dân số thời điểm năm 2001 là 14934 người.